# Jepice krkonošská
Jepice krkonošská (Rhithrogena corcontica) je druhem jepice, který je endemitem České republiky. V Červeném seznamu ohrožených druhů ČR je vedena v kategorii zranitelných.

## Výskyt
Celosvětově se vyskytuje pouze v Krkonoších, není však vyloučeno, že také v Jeseníkách.